# La desaparición de Josef Mengele
La desaparición de Josef Mengele (en francés: La disparition de Josef Mengele) es una novela testimonio francesa de 2017 de Olivier Guez publicada por Éditions Grasset. Detalla la vida posterior a la Segunda Guerra Mundial de Josef Mengele, el Ángel de la Muerte (en alemán: Todesengel) de Auschwitz, famoso por sus experimentos realizados con prisioneros. El libro ganó el Premio Renaudot en 2017 y se convirtió en un éxito de ventas: hasta 2022, se habían vendido al menos 300 000 copias, y había sido traducido a al menos 25 idiomas.

## Antecedentes
El autor investigó y trabajó durante tres años sobre Josef Mengele.  Declaró sobre el tema al periódico Le Monde en 2017: «Viví con él, con ese personaje abyecto, de una mediocridad abismal. Me subí al ring. Lo confronté. Durante los primeros seis meses, a veces gritaba su nombre por las noches.»

## Trama
Josef Mengele llega bajo el seudónimo de Helmut Gregor en 1949 a Argentina. Estuvo prófugo durante 4 años, abandonado por su esposa y su hijo, pero cree que ahora puede encontrar refugio bajo el mando de Perón, que era amigo de los nazis, ya que creía que estos ayudarían en la guerra contra el ateísmo comunista. Mengele no se arrepiente de sus acciones y es apoyado durante décadas por su familia. De hecho, llevó consigo una maleta con especímenes de Auschwitz para poder continuar con sus experimentos.
Perón pierde el poder en 1955 y quienes huyen a Argentina pierden protección mientras son perseguidos por cazadores de nazis. Adolf Eichmann es capturado, llevado a Israel y ejecutado. Mengele vuelve a huir y se muda a Paraguay, y finalmente a Brasil, donde se ahoga después de sufrir un derrame cerebral en 1979.
La novela también detalla el juicio simulado de Mengele en 1985, donde los sobrevivientes dieron su testimonio sobre Mengele.

## Recepción
El libro ganó el Premio Renaudot en 2017, y fue nominado al Premio Goncourt. The Spectator escribió una reseña positiva, describiendo la novela como «una lectura cautivadora... Esta sorprendente novela histórica, de gran éxito en su impacto impactante, debe leerse como una advertencia oportuna sobre las atrocidades que los fanáticos bárbaros y desquiciados cometen en la guerra». Publishers Weekly publicó una reseña negativa, escribiendo: «El periodista Guez hace su debut en inglés con un retrato serio de un hombre monstruoso... la narrativa es notablemente monótona y floja».
La crítica literaria Ina Friebe comenta: «El lenguaje es siempre documental y sobrio, y la narrativa cronológica. Información política y social adicional enmarca la historia. El autor concibe el libro como una novela negra. Sin embargo, el estilo narrativo dificulta la comprensión: la yuxtaposición de fechas y hechos impide la creación de suspense en muchos momentos. Los escasos monólogos reflexivos del protagonista no bastan para que el monstruo abstracto Mengele parezca más humano o comprensible. El exmédico de un campo de concentración sigue siendo un hombre bestial que finalmente recibe su castigo, aunque no judicial: la "tortura del exilio" en una "prisión al aire libre"».
Florent Georgesco concluyó su comentario a la entrega de los premio Renaudot y Goncourt diciendo que: «Pero celebrar a estos dos autores [Guez y Éric Vuillard por El orden del día]  es reconocer su singularidad, su contribución irremplazable cuando, basándose en la verdad objetiva, captan los vacíos que la historiografía deja a la imaginación. En estos intersticios, Olivier Guez experimenta la realidad histórica, la cristaliza en la vida individual, en la carne y la sangre de un hombre cuya existencia no puede justificarse, de un hombre que no debería ser hombre: una luz negra cuya irradiación quizás se transmita mejor en las novelas que en cualquier otro lugar.»

## Adaptaciones
- La editorial francesa Les Arènes publicó el 6 de octubre de 2022  La Disparition de Josef Mengele como novela gráfica. El ilustrador fue Matz-Jörg Mailliet y la colorista Sandra Desmazières.[18] La versión en español fue publicada por Planeta Cómic el 20 de marzo de 2024.[19]
- En octubre de 2022, se anunció que el director ruso Kirill Serebrennikov planeaba hacer una película basada en el libro, con el actor alemán August Diehl interpretando el papel de Mengele.[20][21] La fotografía principal se llevó a cabo en Uruguay y Letonia.[22][23] Variety informó que el rodaje se completó en diciembre de 2024.[24]  El estreno mundial de película (título internacional: The Disappearance of Josef Mengele) tuvo lugar el 20 de mayo de 2025, en el marco del 78.º Festival de Cine de Cannes.[25]
- Mikaël Chirinian adaptó la novela al teatro en 2025 asumiendo el rol protagónico. La puesta en escena fue de Benoît Giros.[26]